# Сівач Валерій Миколайович
Валерій Миколайович Сівач (рос. Валерий Николаевич Сивач; 27 січня 1929, Свердловськ, РРФСР, СРСР — 25 квітня 2004, Київ) — радянський і український актор. Народний артист УРСР (1983).

## Біографія
Народився 27 січня 1929 року в місті Свердловськ (нині Єкатеринбург, Росія). У 1952 році закінчив Ленінградський театральний інститут. 
Працював у Свердловському російському драматичному театрі. З 1965 року — у Київському російському драматичному театрі імені Лесі Українки.

Могила Валерія Сівача

25 квітня 2004 року близько 16:30 Валерій Сівач був збитий легковиком біля будинку № 3 по бульвару Лесі Українки у Печерському районі і від отриманих травм помер на місці події. Похований на Міському кладовищі «Берківці».

## Ролі
- Федір («Далекі вікна» Собко);
- Глумов («На всякого мудреця досить простоти» Островського);
- Рощин («Ходіння по муках» Толстого);
- дон Карлос («Дон Карлос» Шіллера);
- Мішель Мустафа («Загадка будинку Верн'є» А. Крісті);
- Пінський («Жиди міста Пітера …, або Невеселі бесіди при свічках» Стругацьких) та інші.

## Фільмографія
- «Якщо залишиш мене» (1967, фільм-спектакль, Ярда)
- «Страх» (1980)
- «Ми звинувачуємо» (1985, Річард Біссел)
- «Шалені гроши» (1995, фільм-спектакль, Кучумов)